# ليزلي تومسون
ليزلي تومسون (12 نوفمبر 1908 - 23 أبريل 1990) (بالإنجليزية: Leslie Thompson)‏ هو لاعب كريكت بريطاني (وحمل سابقاً جنسية المملكة المتحدة لبريطانيا العظمى وأيرلندا).